# Toutenant
Toutenant ist eine französische Gemeinde mit 173 Einwohnern (Stand: 1. Januar 2022) im Département Saône-et-Loire in der Region Bourgogne-Franche-Comté (vor 2016 Bourgogne). Sie gehört zum Arrondissement Chalon-sur-Saône und zum Kanton Gergy. 

## Geografie
Toutenant liegt etwa 22 Kilometer nordöstlich von Chalon-sur-Saône. Umgeben wird Toutenant von den Nachbargemeinden Sermesse im Norden und Nordwesten, Pontoux im Norden, Frontenard im Nordosten, Saint-Bonnet-en-Bresse im Osten, Saint-Didier-en-Bresse im Süden sowie Verdun-Ciel im Westen.

## Bevölkerungsentwicklung
| Jahr                       | 1962 | 1968 | 1975 | 1982 | 1990 | 1999 | 2006 | 2011 | 2018 |
| Einwohner                  | 250  | 239  | 190  | 165  | 152  | 156  | 177  | 184  | 194  |
| Quellen: Cassini und INSEE |      |      |      |      |      |      |      |      |      |

## Sehenswürdigkeiten
- Kirche Nativité-de-la-Sainte-Vierge

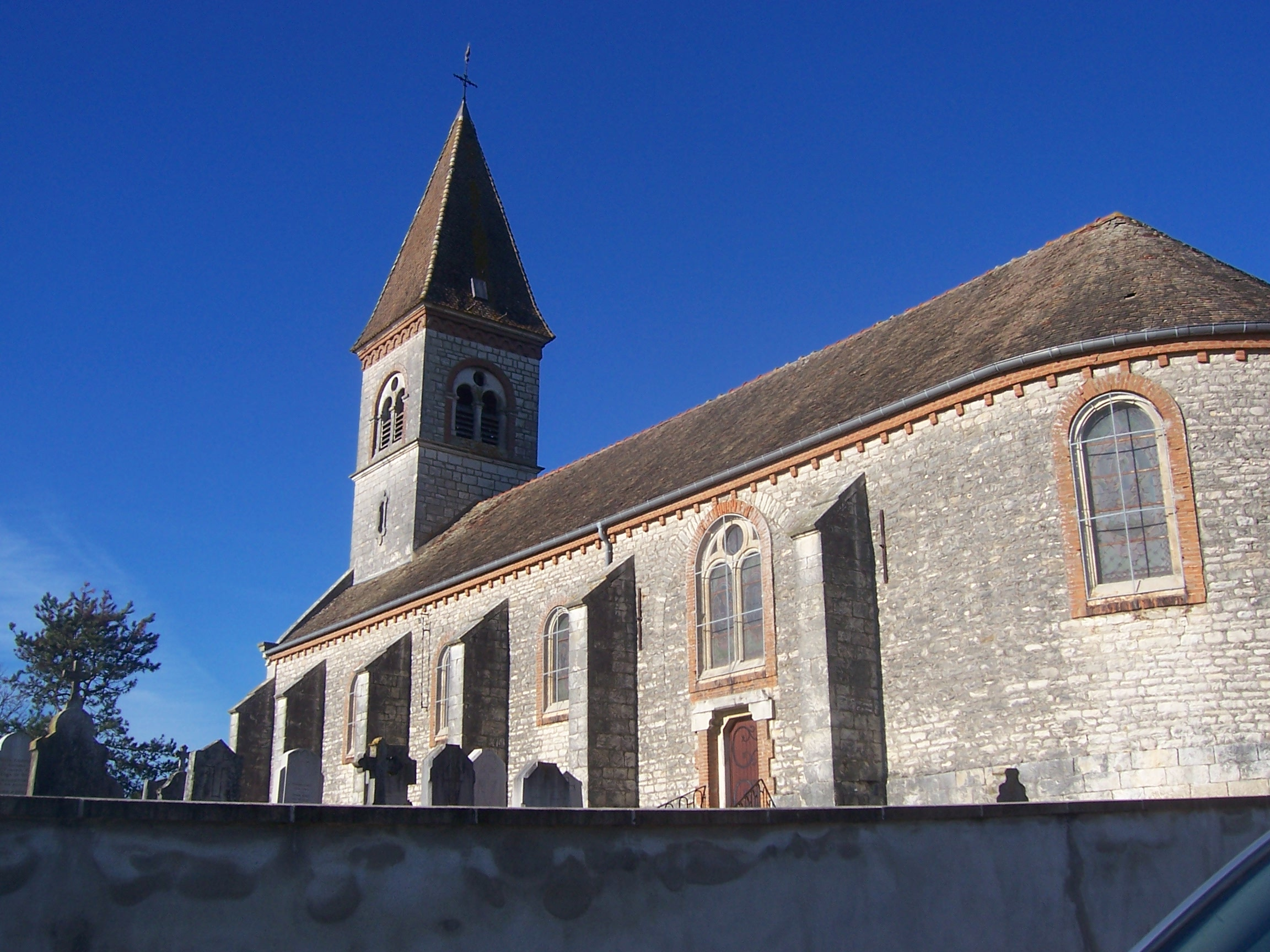
Kirche Nativité-de-la-Sainte-Vierge